# Beylik du Titteri
1546–1834
Le beylik du Titteri, en arabe : bâylik at-Tîtrî, est l'un des trois beyliks de la Régence d'Alger. Il est constitué en 1546 et disparaît avec la conquête coloniale française.

## Histoire
Arudj Barberousse annexe la ville de Médéa et place une garnison turque et andalouse en 1517. Par la suite Hassan Pacha (le fils de Khayr ad-Din Barberousse) crée Al-Taitri Baylik ou Beylik du Titteri en 1546 avec comme premier gouverneur Recep Bey.

### Le beylik après Mostéfa Boumezrag
Après la prise de la ville, un Maure d'Alger, Mustapha-Ben-Omar, est nommé bey. Malgré la présence d'une garnison française, Médéa est attaquée par les montagnards dès le départ du gros des troupes. Dès la fin du mois, Clauzel envoie une colonne de renfort pour le secourir.
En juin 1831, une nouvelle expédition est envoyée à Médéa par le commandant en chef Pierre Berthezène, contre la rébellion menée par un fils de l'ancien bey, Oulid Boumezrag. Faute d'avoir pu soumettre les insurgés, il est décidé d'abandonner Médéa et Mustapha-Ben-Omar revient à Alger.
Ahmed Bey envoie son lieutenant Mohammed-el-Kadji, guerrier apprécié par de nombreuses tribus, occuper le poste de bey.
Homme de confiance du bey de Constantine, ses propres tribus, désabusées des soumissions et servitudes exigées par Hadj-Ahmed, entament des négociations avec la France, pour s'en libérer. Ces négociations n'auront aucune suite .